# みやざき観光コンベンション協会
公益財団法人みやざき観光コンベンション協会（みやざきかんこうコンベンションきょうかい、MIYAZAKI CONVENTION & VISITORS BUREAU）は国内外の観光客、コンベンション、スポーツ大会・合宿などの誘致とコンベンション主催者・観光関連施設運営者への支援を行う事で、観光・コンベンション・スポーツの振興や地域経済活性化、文化向上・国際交流促進に寄与することを目的とする団体である。

## 所在地
〒880-0811
宮崎県宮崎市錦町1番10号 宮崎グリーンスフィア壱番館（KITENビル）3階